# Каттегат

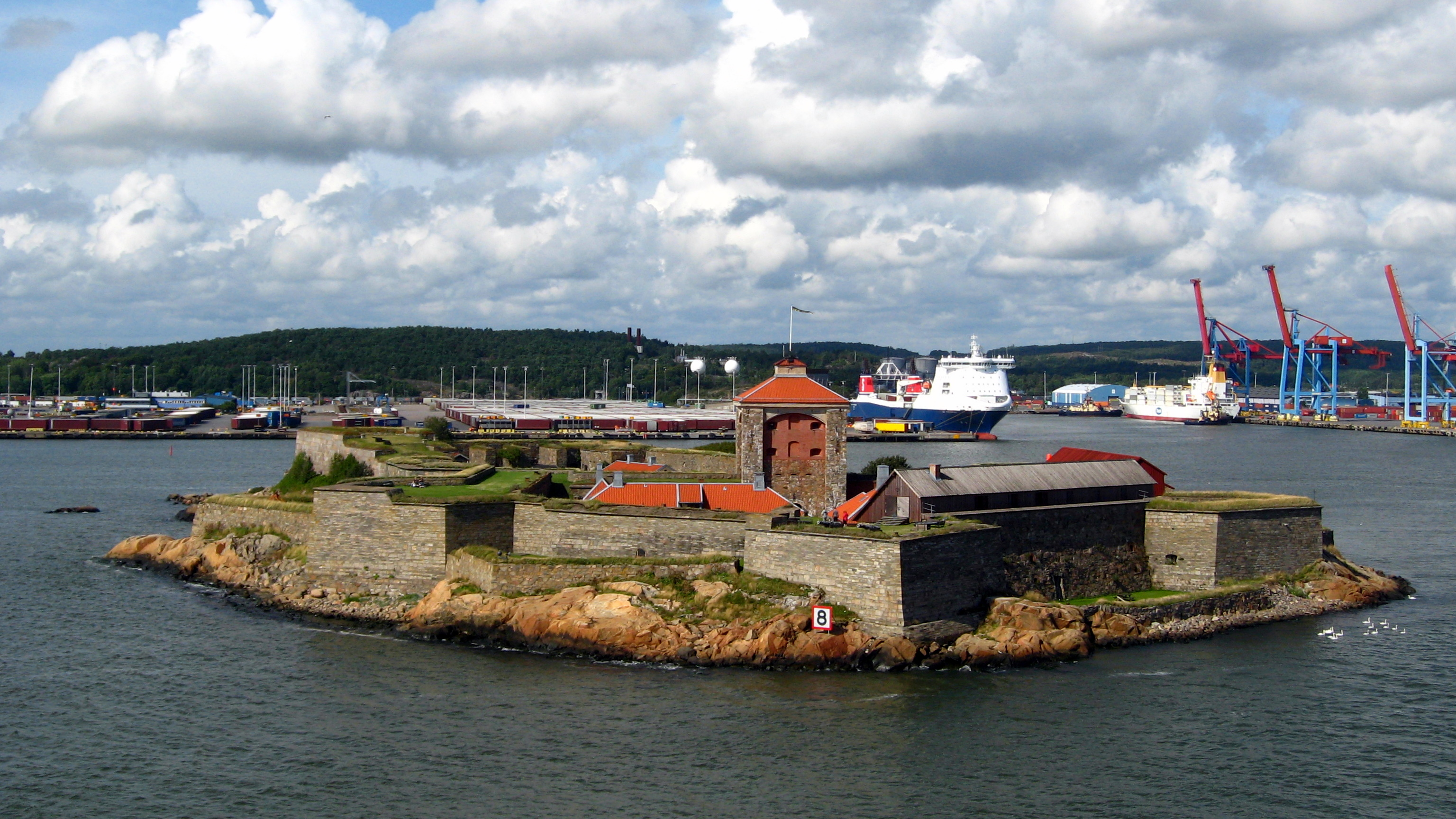
Морська фортеця Ельфсборг біля сучасного Гетеборга

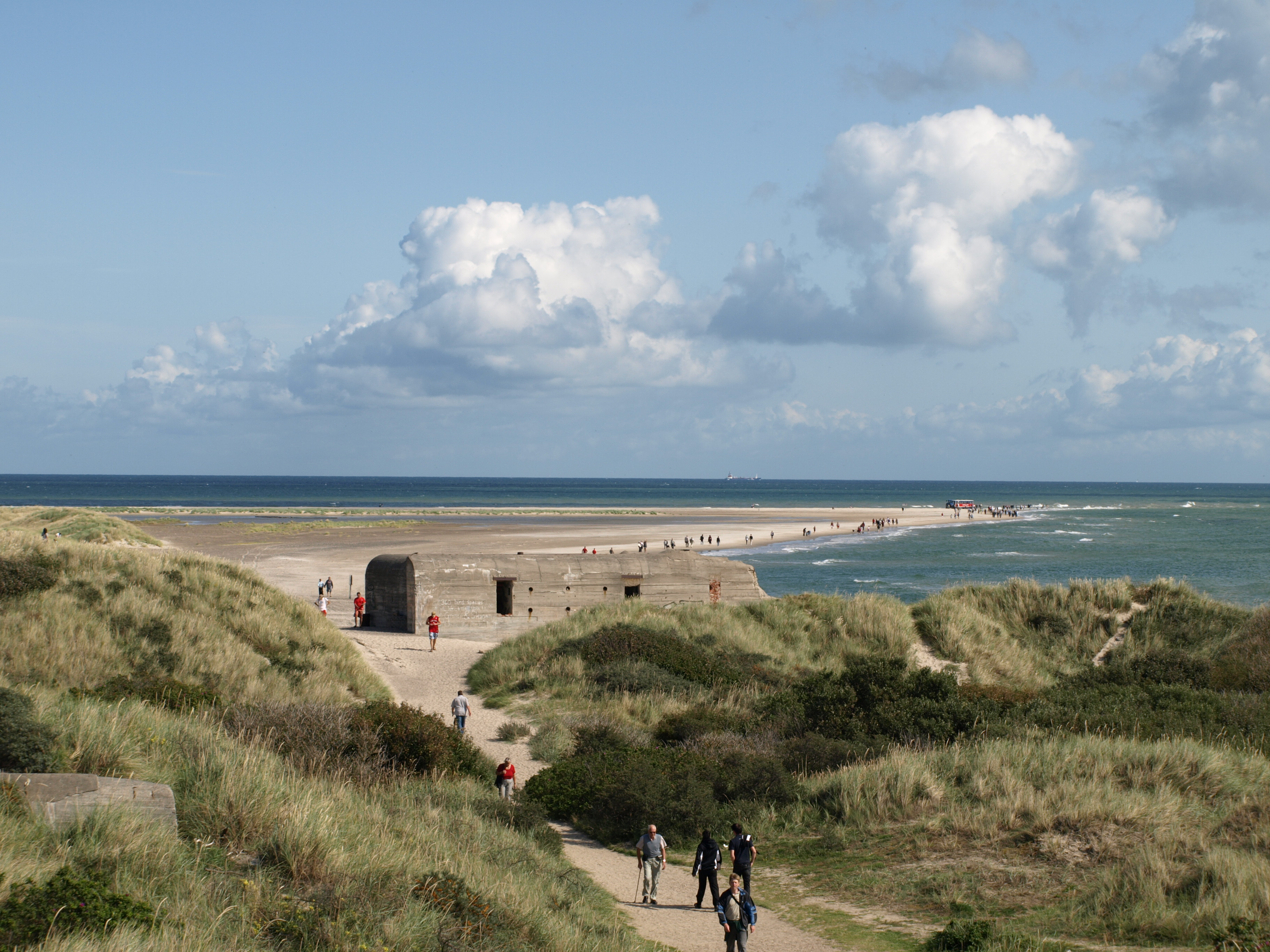
Піщана коса Гренен (Данія)

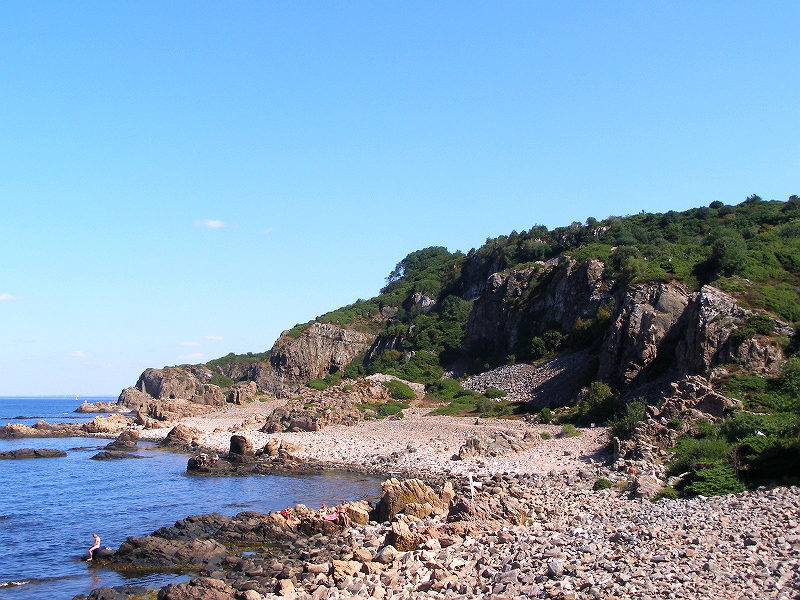
Природний заповідник Гофс-Галлар (Швеція)

Каттегат (дан. Kattegat, швед. Kattegatt) — акваторія, обмежена Ютландією на заході, островами Данських проток на півдні, шведськими ландскапами Вестерйотланд, Сконе, Галланд і Бокуслен на сході. Балтійське море має з'єднання з Каттегатом через Ересунн і Данські протоки. Протока Каттегат є продовженням Скагерраку і може розглядатися або як затока Балтійського моря, або як затока Північного моря, або згідно зі скандинавською традицією, не є жодною з них.
- Довжина близько 200 км.
- Ширина від 60 км на півночі до 122 км на півдні.
- Глибина 10—30 м, у північній частині більше 50 м.
- Площа 25 485 км²[1].

## Географія
Згідно з визначенням, за прикордонною конвенцією 1932 року, підписаною Данією, Норвегією та Швецією, північна межа між Каттегатом і Скагерраком прямує від півночі мису Гренен в Ютландії на південь до межі Ересунну і далі до маяка Куллен у Сконе. У протоку впадають річки Гета-Ельв, Лаган, Ніссан, Етран, Віскан з боку Швеції, а також річка Гудено з боку Данії.
Найбільші острови — Самсе, Уруст, Лесе, Анхольт. Останні два нерідко називають данським «пустельним поясом», завдяки їхньому сухому літньому клімату.
У протоці є дві течії: спрямована на північ менш солона, поверхнева, і солоніша, глибинніша, направлена на південь. Прибережні води замерзають у зимовий час.
Назва Каттегата пішла від нідерландського і нижньосаксонського Kat (кішка) і Gat (дірка). Вона вживається з середньовіччя, коли капітани суден називали цю область вузькою, «як котяча діра», через наявність кількох морських мілин, що істотно ускладнюють судноплавство.

### Межі
Міжнародна гідрографічна організація визначає межі Каттегата наступним чином:

На півночі Південно-східна межа Скагерраку [Лінія з'єднує Скаген (мис Гренен, найпівнічніша точка Данії) та Paternoster Skær (57°54′ пн. ш. 11°27′ сх. д. / 57.900° пн. ш. 11.450° сх. д.) а звідти на північний-схід через мілини до острова Черн].
На півдні межа з Балтійським морем через:
- Малий Бельт: Лінія з'єднує Нібі (Falshöft) (54°47′ пн. ш. 9°57.5′ сх. д. / 54.783° пн. ш. 9.9583° сх. д.) та Vejsnæs Nakke (Ерьо (Ærö): 54°49′ пн. ш. 10°26′ сх. д. / 54.817° пн. ш. 10.433° сх. д.).
- Великий Бельт: Лінія з'єднує Гулстав (найпівденніша точка острову Лангеланн) та Kappel Kirke (54°46′ пн. ш. 11°01′ сх. д. / 54.767° пн. ш. 11.017° сх. д.) на острові Лолланн.
- Ересунн: Лінія з'єднує маяк Стевнс (55°17′ пн. ш. 12°27′ сх. д. / 55.283° пн. ш. 12.450° сх. д.) та мис Фальстербу (55°23′ пн. ш. 12°49′ сх. д. / 55.383° пн. ш. 12.817° сх. д.).

## Історія
Контроль над Каттегатом і доступ до нього були важливі протягом всієї історії міжнародного мореплавства. До завершення будівництва Айдерканалу 1784 року Каттегат був єдиним морським шляхом до Балтійського регіону.
У Середньовіччя, починаючи з 1429 року, данська королівська сім'я, а потім і держава Данія, стягувала зундське мито за прохід кораблів через протоки, натомість офіційний Копенгаген надавав захист від піратства, можливості для ремонту кораблів і торгівлі. 1857 року мито було скасовано.

## Біологія
Солоність морської води у Каттегаті має яскраво виражену двошарову структуру. Верхній шар має солоність між 18 ‰ і 26 ‰, а нижній шар, розділений сильним галоклином на глибині близько 15 м, має солоність між 32 ‰ і 34 ‰. Нижній шар складається з морської води, яка надходить зі Скагеррака з солоністю на рівні більшості інших прибережних морських вод, у той час як верхній шар складається з морської води, яка надходить з Балтійського моря і має набагато нижчу солоність, порівнянну з солонуватою водою, але все ж вищу, ніж солоність води у більшості районів Балтійського моря.
Ці два протилежних потоки транспортують чистий надлишок морської води в 475 км³ із Балтики в Скагеррак щороку. Під час сильних вітрів шари в Каттегаті в деяких місцях, наприклад, у Великому Белті, повністю перемішуються, тому загальна солоність тут сильно варіюється. Це створює деякі унікальні умови для морського життя.
Холодні просочування (місцева назва — дан. boblerev, булькаючі рифи або киплячі рифи) зустрічаються у північній частині протоки Каттегат. На відміну від холодних просочувань у більшості інших місць (включаючи Північне море і Скагеррак), киплячі рифи Каттегат знаходяться на відносно невеликих глибинах, як правило, від 0 до 30 м нижче поверхні.
Холодні просочування залежать від метану, який осідав тут в емський міжльодовиковий період, а в спокійну погоду бульбашки іноді можна побачити на поверхні води. Карбонатна цементація і літифікація утворюють стовпи висотою до 4 м і підтримують багате біорізноманіття. Через свій унікальний статус киплячі рифи Каттегата визнані Європейським Союзом середовищем існування Natura 2000.

## Екологія
Протока Каттегат була однією з перших морських мертвих зон, які були виявлені в 1970-х роках, коли вчені почали вивчати, як інтенсивна промислова діяльність впливає на світ природи. Останніми роками дослідження дали змогу краще зрозуміти процеси, як-от евтрофікація, і способи боротьби з ними. Данія та ЄС ініціювали дорогі й далекосяжні проєкти, щоб зупинити процеси, які руйнують природне середовище і завдають шкоди економіці. Перший план дій по водному середовищу був прийнятий 1985 року, після цього було реалізовано ще кілька таких планів. Плани дій підсумовують широкий спектр ініціатив і містять у собі так звані директиви щодо нітратів. У цілому робота по реалізації планів оцінюється як успішна, хоча не всі завдання були вирішені повністю.